# Draba serpentina
Draba serpentina là một loài thực vật có hoa trong họ Cải. Loài này được (Tiehm & P.K.Holmgren) Al-Shehbaz & Windham mô tả khoa học đầu tiên năm 2007.